# 瓦斯特克族
瓦斯特克族是墨西哥的原住民，在歷史上，他們建立自己城市的地区主要為现今墨西哥巴紐科河流經的伊達爾戈州、韋拉克魯斯州、聖路易斯波托西州、塔毛利帕斯州，以及墨西哥灣沿岸。有人（尤其是他們自己）也叫他們「Teenek」。

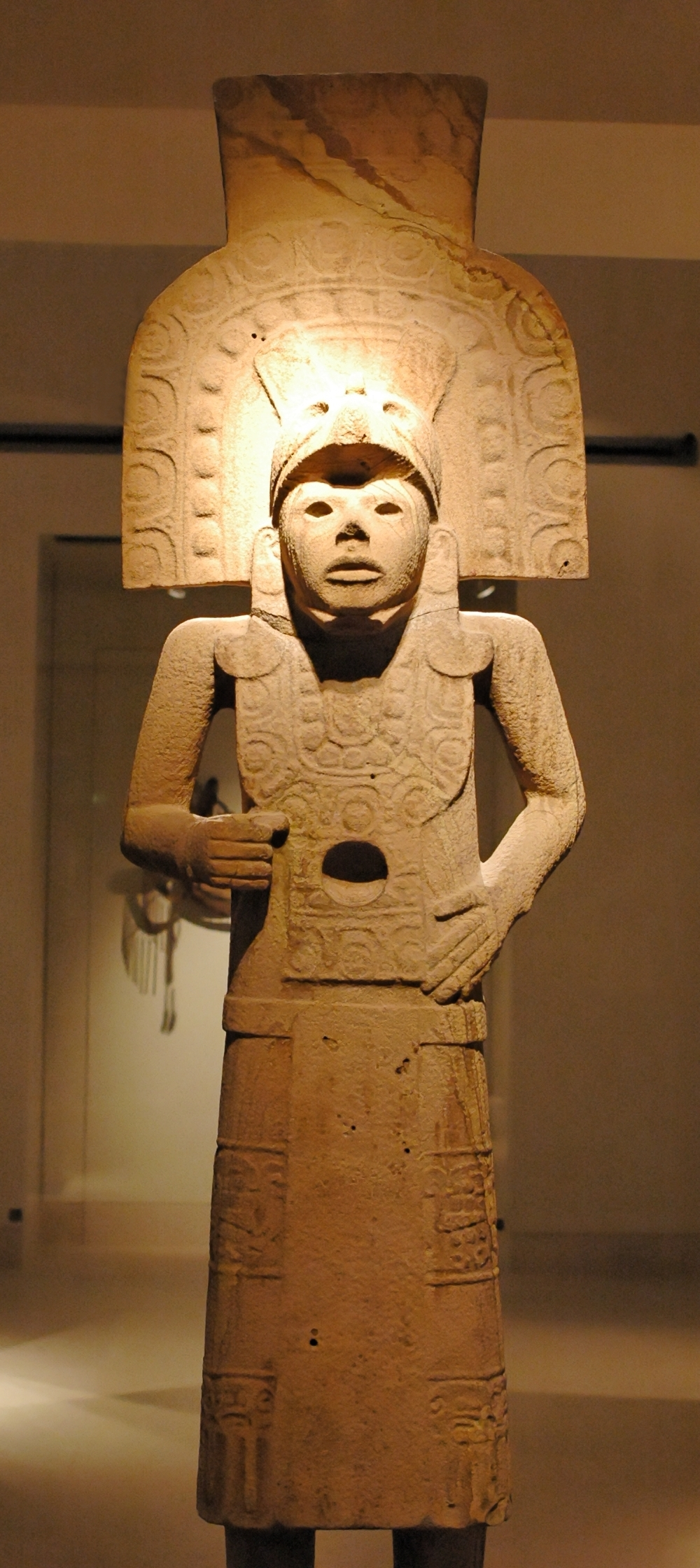

瓦斯特克族在前哥倫布時期是屬於中部美洲文明的一部分。據考古學對其遺址的研究，發現瓦斯特克文明可追溯至西元前10世紀，然而他們的全盛時期是特奥蒂瓦坎文明衰落至阿茲特克帝國崛起之間的後古典時期。在前哥倫布時期，瓦斯特克人共建造了階梯金字塔上的神殿、雕刻獨立座落的雕像，並製造了精心彩繪的陶器。然而瓦斯特克人雖然建立了文明，建造了城市，他們卻很少穿衣服。另外在當時其他中部美洲民族的眼中，他們也是受讚賞的天生音樂家。
大約在西元1450年，瓦斯特克人被阿茲特克統治者蒙特蘇馬一世所領導的軍隊入侵，並開始向阿茲特克帝國納貢，然而他們仍保有相當自主的自治政府。
之後瓦斯特克人在西元1519年到1530年代之間被西班牙人征服。在羅馬天主教入侵後，瓦斯特克人也終於開始被要求穿上衣服。

## 語言
瓦斯特克語至今仍在使用，尤其是在農村地區，瓦斯特克人也還保有他們的傳統音樂及舞蹈。瓦斯特克語與其他一些馬雅語族的語言有某些共通點，說明了史前時期這些民族之間的關連。據20世紀晚期的統計，瓦斯特克語在墨西哥的使用人口約為8萬人。